# Raul Gangotena-Rivadeneira
Raul Gangotena-Rivadeneira  (* 11. Januar 1945 in Quito) ist ein ecuadorianischer Diplomat.

## Leben
Raul Gangotena-Rivadeneira studierte mit einem Stipendium von Fulbright von 1976 bis 1994 an der Escuela Politécnica Nacional Chemieingenieurwesen und anschließend industrielle Fertigung; an der University of New Mexico studierte er Betriebswirtschaft. Er ist verheiratet und hat vier Kinder.
Von 1980 bis 1984 war er Geschäftsführer des Fondo Nacional de Preinversion (FONAPRE). Von 1984 bis 1987 leitete er die Unternehmensberatung Cofiandina Consultants. Von 1987 bis 1989 leitete er die kaufmännische Abteilung der Palmoriente Agro Industries.  Er war Vorstand der Quimasoc S.A., Quito und von 1990 bis 1998 im Reisebüro Nuevas Fronteras. Von 1989 bis 1992 leitete er die Chicos de la Calle Foundation. Von 1994 bis 1997 war Dozent an der Universidad San Francisco de Quito. Von 1998 bis 2000 dozierte er an der Universidad de las Américas. Von 1994 bis 1996, als Ecuador noch die Währung Sucre hatte, war er von Sixto Durán Ballén zur Junta Monetaria der geldemitierenden Institution entsandt. 1996 war er Büroleiter von President Sixto Durán Ballén. Von 1997 bis 1998 leitete er den landesweiten Modernisierungrat in Quito. Von 2000 bis 2002 war Raul Gangotena-Rivadeneira Mitglied der vom Präsidenten beauftragten Kommission zu einer Rohöl-Pipeline und saß im Vorstand der ecuadorianischen Fulbright Commission. Von 2000 bis 2001 leitete Raul Gangotena-Rivadeneira die Freihandelszone Metrozona von Quito. Von 2001 bis 2003 leitete er die Handelskammer von Quito. Seit 2010 ist er Botschafter in Canberra.
Raul Gangotena-Rivadeneira schreibt Kolumnen in der Tageszeitung El Universo.